# Sound Blaster
Sound Blaster — родина звукових карт для платформи IBM PC. Створена фірмою Creative Labs, що базується в Сінгапурі.
Попередником карт Sound Blaster була Creative Music System (C/MS), випущена в серпні 1987 року. З 1988 року дана карта поширювалася через мережу магазинів Radio Shack під назвою Game Blaster.
Перша звукова карта Sound Blaster була випущена в листопаді 1989 року. Карта була сумісна зі своїм конкурентом AdLib. Підтримувався 11-голосний FM-синтез за допомогою мікросхеми Yamaha YM3812, 8 бітні моно семпли — програвання до 23 кГц, запис до 11 кГц, порт джойстика, MIDI інтерфейс
Подальші версії
- Sound Blaster 2.0 — наявність власного переривання для кращої підтримки багатозадачності, підтримується в OS/2
- Sound Blaster Pro, травень 1991 — стерео звук
- Sound Blaster Pro 2.0
- Sound Blaster 16, червень 1992 — 16 бітний звук, рознім для зовнішньої плати табличного синтезу
- Sound Blaster AWE32, березень 1994 — 30 канальний табличний (wavetable) синтез
- Sound Blaster AWE64
- Sound Blaster PCI64 and PCI128
- Sound Blaster PCI512 — полегшена версія Live!
- Sound Blaster Live!, серпень 1998 — процесор EMU10K1, процесор цифрових сигналів із 2,44 мільйонів транзисторів, EAX
- Sound Blaster Audigy, серпень 2001
- Sound Blaster Audigy 2, вересень 2002
- Sound Blaster Audigy 2 ZS, Sound Blaster Audigy 2 Value, and Sound Blaster Live! 24-bit

## Фотографії

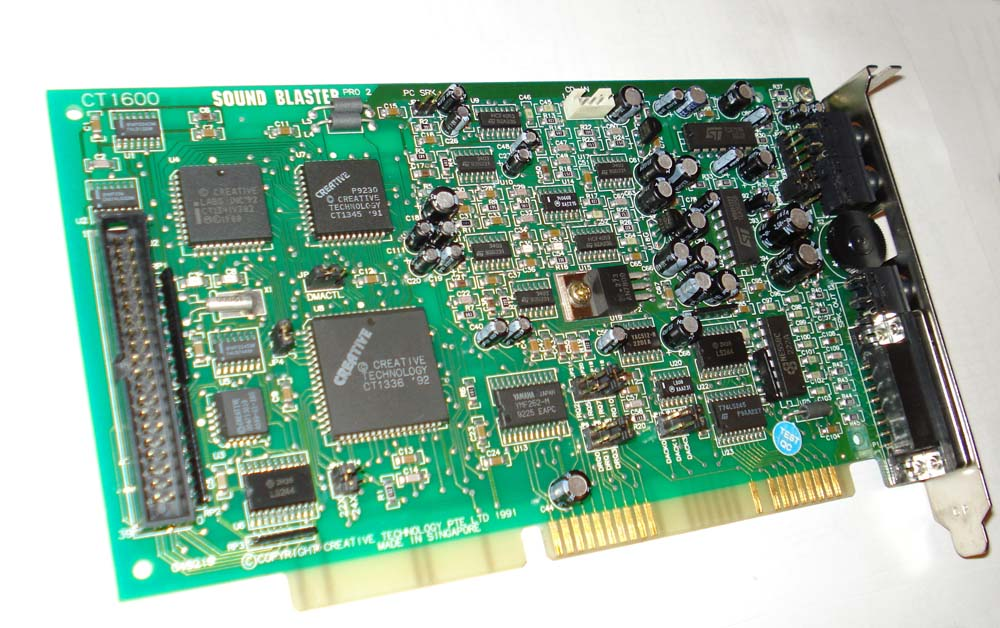
Sound Blaster Pro 2
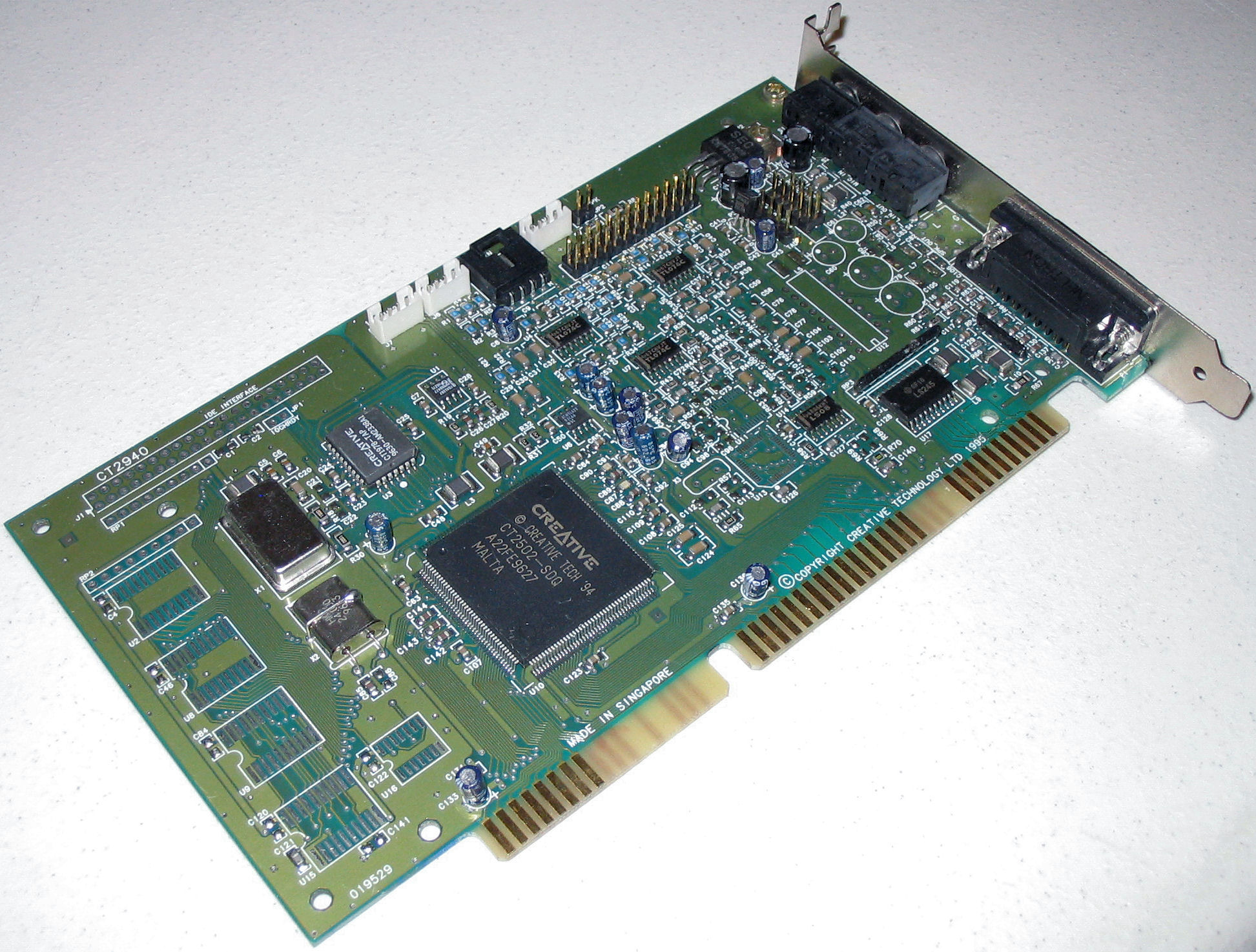
Sound Blaster 16
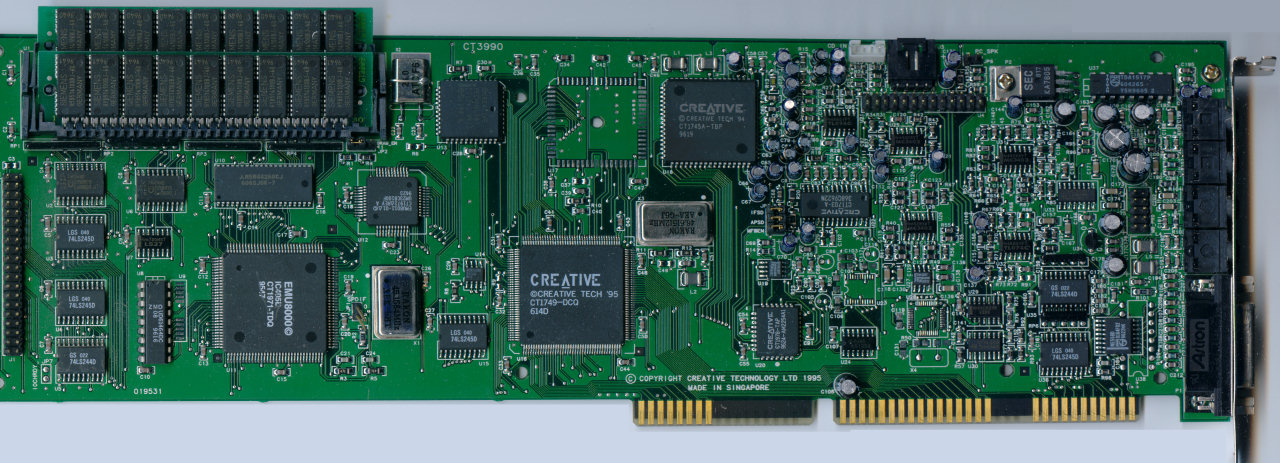
Sound Blaster AWE32
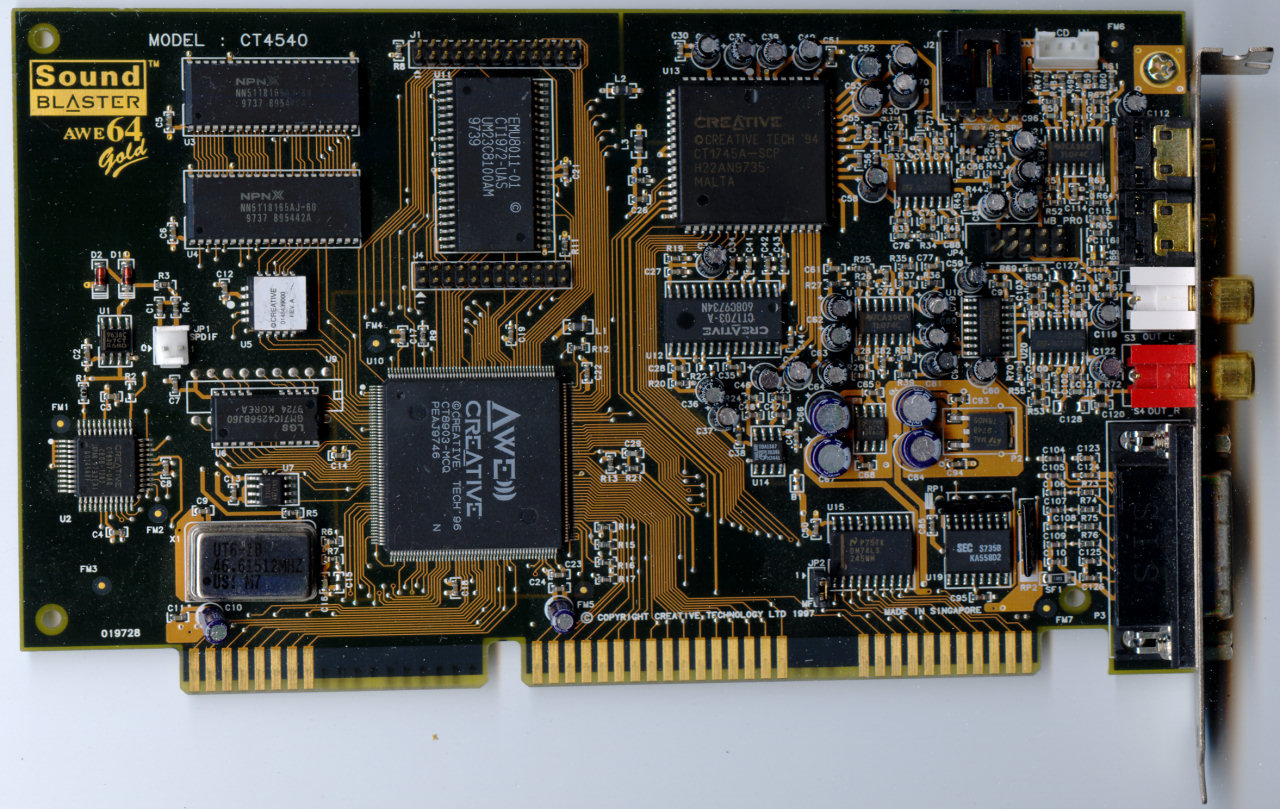
Sound Blaster AWE64
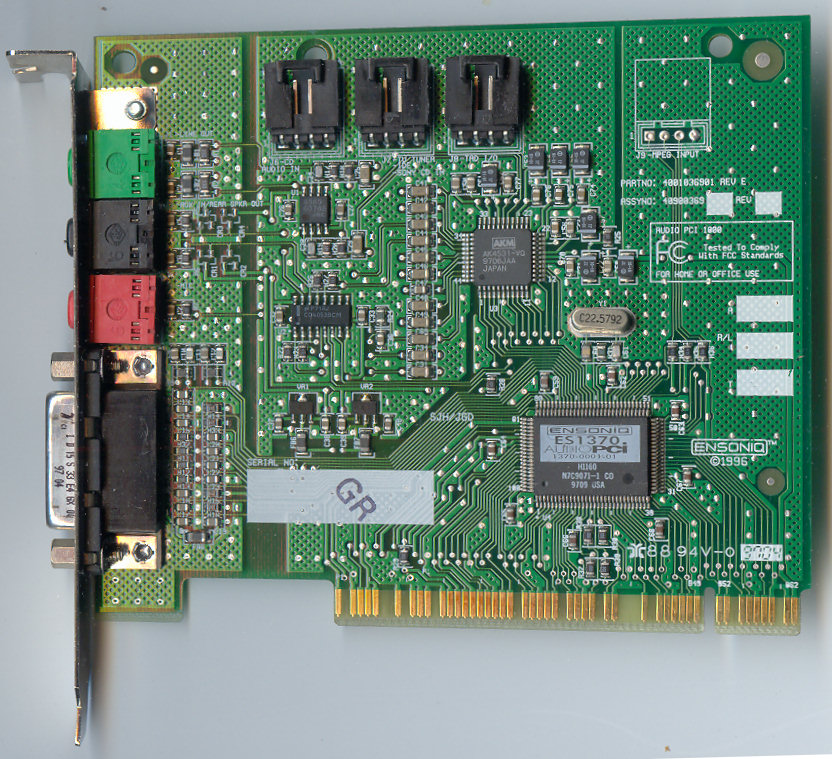
Ensoniq AudioPCI
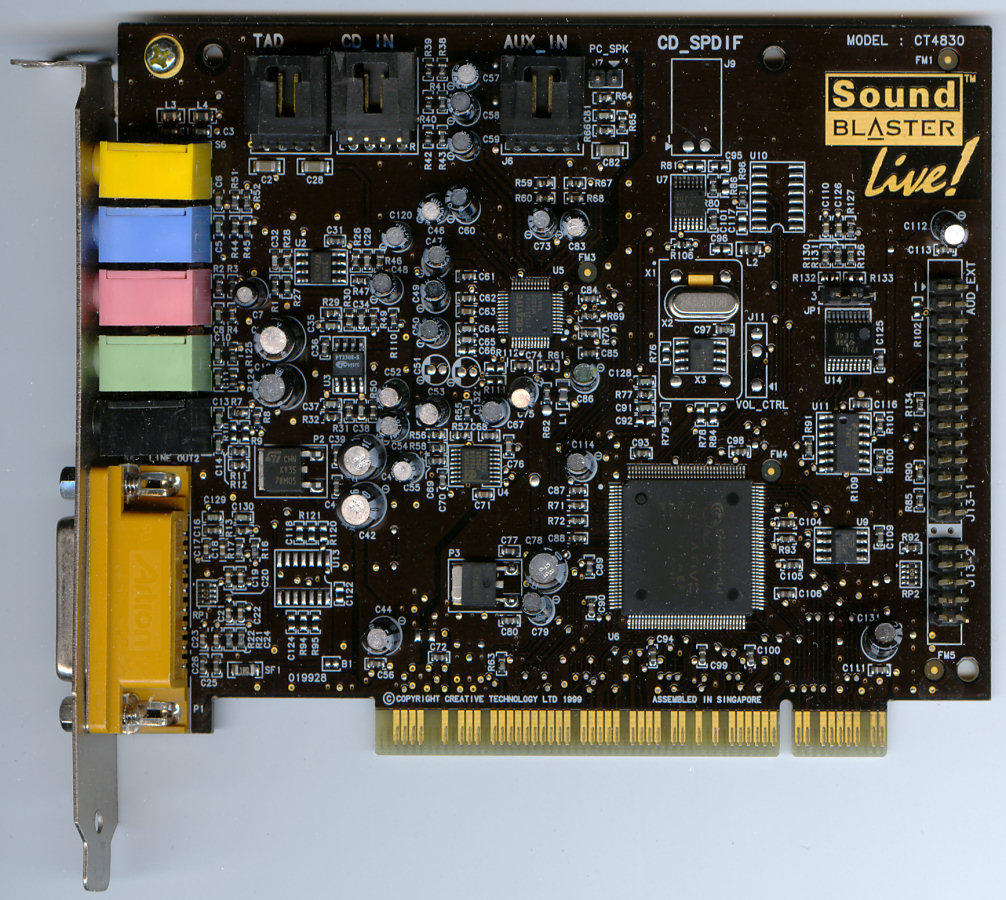
Sound Blaster Live!
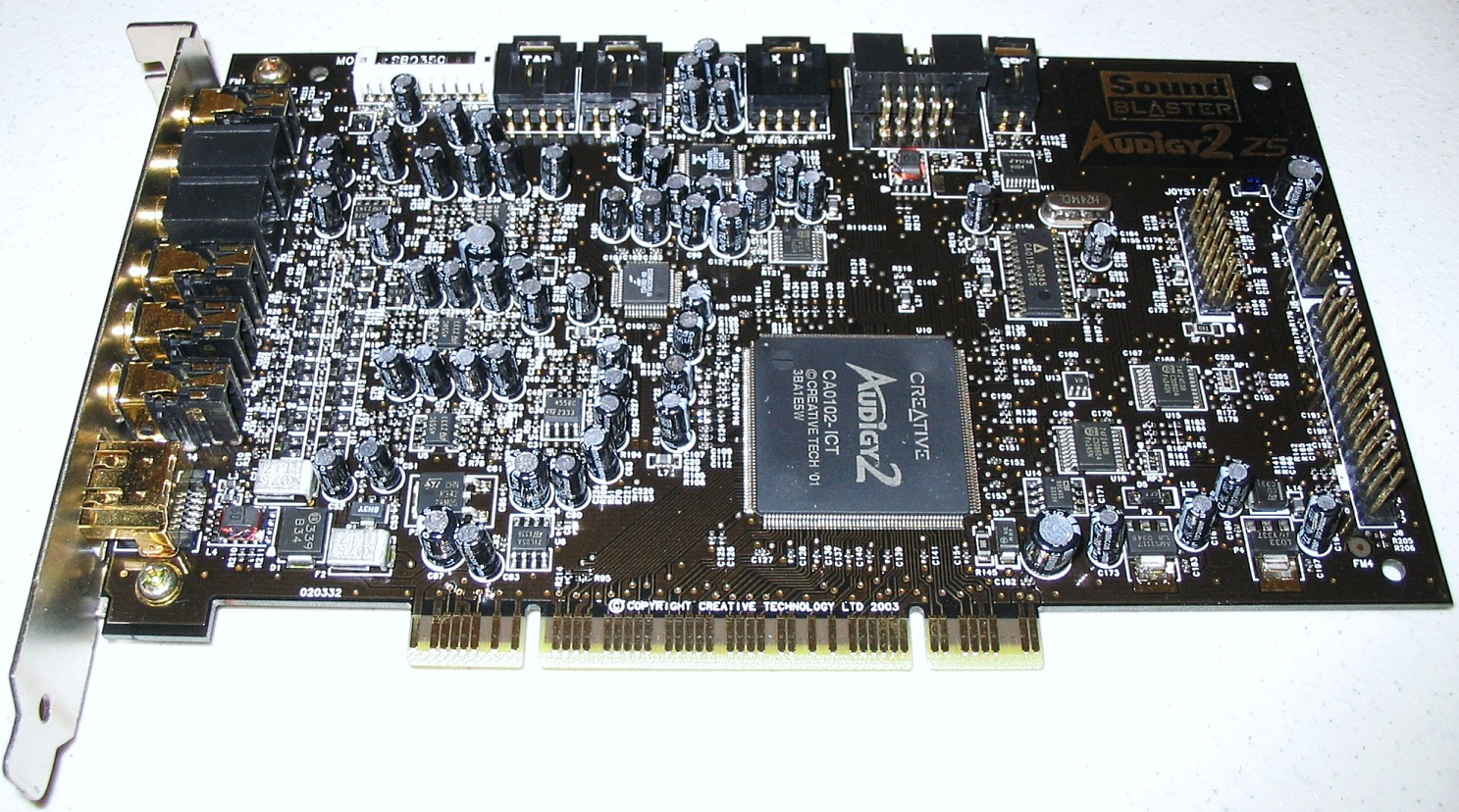
Sound Blaster Audigy 2 ZS
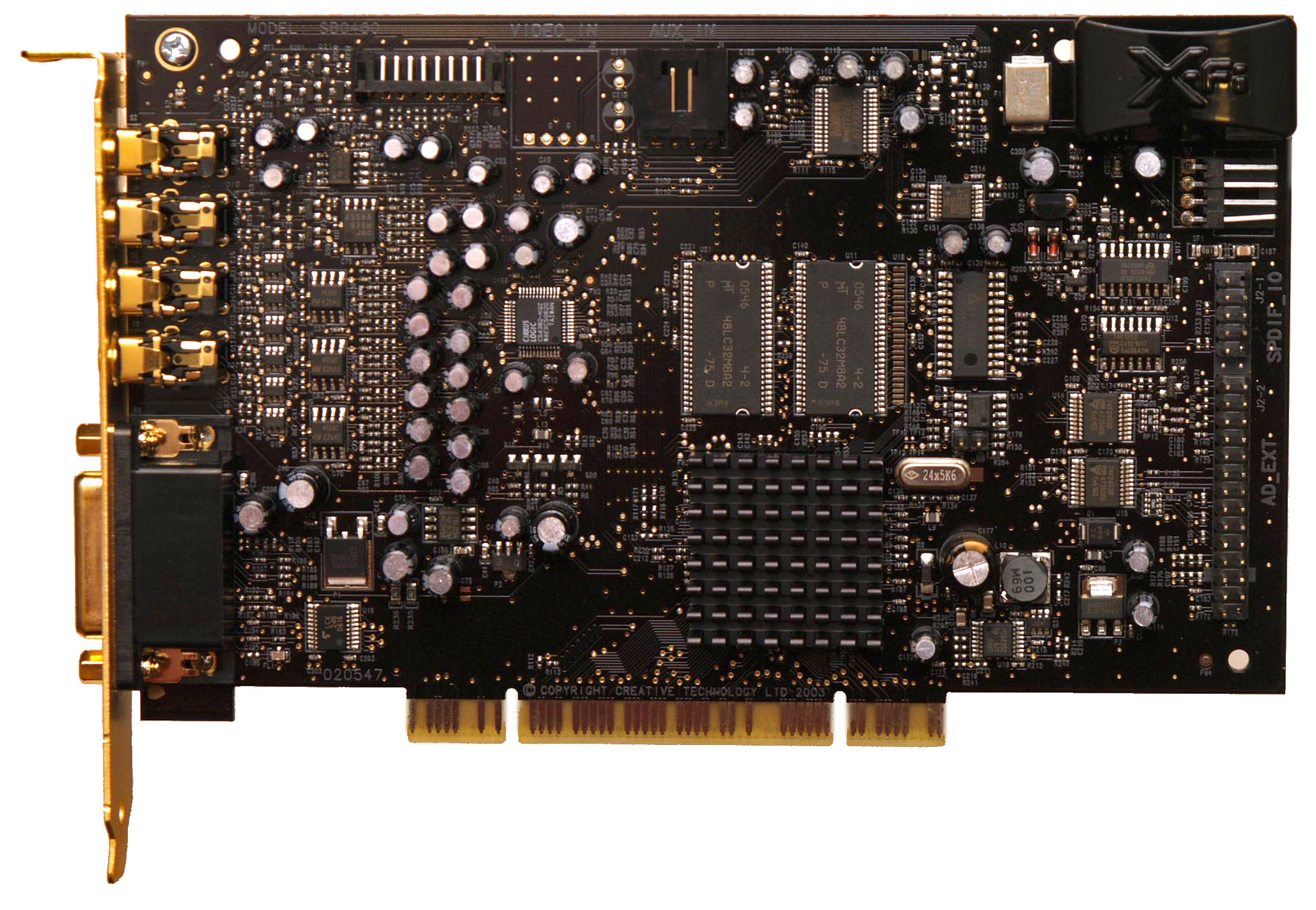
Sound Blaster X-Fi XtremeGamer Fatal1ty Pro